# Aeroportul Syukuran Aminuddin Amir
Aeroportul Syukuran Aminuddin Amir (IATA: LUW, ICAO: WAMW) este un aeroport din Banggai⁠(d), Central Sulawesi⁠(d), Indonezia ce deservește zona Luwuk⁠(d).
Situat la o altitudine de 17 m, aeroportul dispune de o singură pistă.